# Berthella platei
Berthella platei is een slakkensoort uit de familie van de Pleurobranchidae. De wetenschappelijke naam van de soort is voor het eerst geldig gepubliceerd in 1898 door Bergh. Berthella platei komt voor in de subatlantische wateren van Magellaan en Chileens Antarctica.